# Тест Баума
Тест Баума (також відомий як «тест дерева» або «тест Коха») — це проективний тест, який широко використовується психологами в усьому світі. «Баум» — німецьке слово, що означає дерево. Він відображає особистість людини та її глибинні емоції, малюючи дерево та аналізуючи його.

## Історія
У 1952 році Карл Кох інтерпретував візерунки відповідно до принципів аналізу почерку після того, як попросив суб'єкта намалювати дерево. Він приписав цей метод Емілю Юкеру, який клінічно аналізує форми дерев. Уміст, який аналізується, становить розмір дерев, елементи дерев (стовбур, крона, гілки), землю та процвітання дерев. Тест Баума використовується як клінічний метод для тестування особистості та вираження конфліктів, особливо для оцінки особистості у віці розвитку. Наразі тест Баума також використовується в клінічних дослідженнях, таких як діагностика когнітивних розладів.

## Процес
Перший крок — дозволити учаснику намалювати дерево на папері. У деяких випадках учасникам також пропонується написати короткий твір про намальоване дерево. Потім психолог або психіатр оцінить різні аспекти малюнка, а також поведінку або коментарі людини під час проходження тесту. Оцінювання базується на стандартних критеріях і оцінюється від «дуже незрілого» до «дуже зрілого», тоді як есе оцінюється від просунутого, нормального та назад.

## Показники
Дж. Х. Плоккер припускає, що тип дерева, яке малює людина, пов'язаний із структурою психіки чи самого несвідомого, або що воно символізує особистість людини, оскільки може проектувати образ себе.
За Кохом і Юкером, вони зосереджені на інтерпретації частин дерев. Ось аналіз, піднятий ними:
- Великий Баум: вказує на впевненість у собі
- Малий Баум: вказує на відсутність впевненості в собі
- Великий стовбур: вказує на прямолінійність і жвавість
- Маленький тулуб: вказує на втому
- Глибоке коріння: вказує на стабільність
- Відсутність/глибоке коріння: вказує на відчуття відчуженості
- Великі гілки: вказує на зарозумілість
- Відсутність/маленькі гілки: вказує на несоціальну поведінку
- Велике листя: вказує на дружелюбність, соціальні здібності
- Дрібне листя: вказує на сором'язливість

## Форми аналізу
Для оцінки та інтерпретації тесту Баума використовуються дві форми аналізу.
1. Аналіз глобальної структури розглядає дерево як єдине ціле; наприклад, загальний розмір і розташування дерева на папері.
2. Внутрішня структура, розроблена Емілем Юкером, зосереджена на аналізі дрібних деталей дерева.[3] Існує 59 детально орієнтованих аспектів малюнка дерева, які використовуються для оцінки думок і почуттів людини, включаючи коріння, стовбур, гілки, крону, листя, сучки, затінення, симетрію, архетипічні особливості тощо.

## Дослідження та застосування

### Використання в крос-культурній психології
Оскільки малювання має невербальний характер, воно ефективно подолало мовні бар’єри в різних країнах. У 1966 році Вейн Денніс проаналізував дитячі малюнки і виявив, що вони є чудовими індикаторами групових цінностей і когнітивного функціонування. Хоча знайомство є фактором, який діти вибирають для зображення, вони також малюватимуть речі, які вони цінують (побажання та бажання). Він зробив висновок, що малюнок як проективна техніка дає дітям хорошу можливість висловити свої особисті почуття та своє ставлення до оточуючих і навколишнього середовища. Дослідження, проведене у 2007 році, спонукало людей, які працюють з молоддю, використовувати малюнок як орієнтовану на дитину процедуру та інструмент оцінювання, хоча під час процесу інтерпретації очікуйте певної суб’єктивності.

### Використання у психології особистості
Цей проективний тест також використовується для відображення конструктів особистості людини, хоча він є інтроспективним опитувальником для самооцінки. Він являє собою несвідомість особистості та оцінку шляхом відповіді на подразник (малювання дерева). За словами Урсули Аве-Лаллемант, розмір дерева та ширина стовбура символізують «почуття самовираження та кількість розумової енергії». Положення дерева символізує «те, як людина сприймає та ставиться до ментального простору та часу, у якому живе».

### Використання в діагностиці психічних розладів
Існує багато проведених досліджень, які підтверджують наявність тесту Баума. Роберто та його колеги досліджували тест Баума на групі пацієнтів із легкими когнітивними порушеннями (MCI) та контрольної групи. Порівнюючи свій тест малювання дерев із контрольними групами, вони виявили, що співвідношення стовбура до крони дерев, намальованих MCI, більше, ніж у контрольній групі, тоді як їхній розмір дерев значно менший, ніж у контрольній. Це вказує на його зворотний зв'язок зі здатністю використовувати мову, що також підтверджено попередніми дослідженнями. Одне дослідження хвороби Альцгеймера також показало відмінність у малюванні візерунків. Установлюючи, що дерева, намальовані MCI, відрізняються від дерев, намальованих здоровими суб'єктами з прогресуючою диференціацією від ступеня когнітивних порушень, це свідчить про те, що тест Баума може допомогти діагностувати захворювання, пов'язані з когнітивними функціями.
Інше недавнє застосування тесту Баума для діагностики депресивних розладів. Було виявлено статистично значущу різницю в ширині куполи. Крім того, це може допомогти знайти характеристики розладів харчової поведінки. Дослідники виміряли висоту та ширину стовбура та крони та подробиці обробки малюнків.

## Переваги та обмеження
Переваги тесту Баума полягають у тому, що його можна провести швидко (5–10 хвилин), він підходить як для індивідуального, так і для групового тестування, а також у тому, що він дає клініцисту можливість спостерігати за руховими навичками пацієнта.
Крім того, як невербальний інструмент для психодіагностики, він надає інформацію про особистість для психотерапії, не завдаючи суб'єкту травми.
Проте дослідники відзначили, що, як і інші проективні тести, тесту Баума не вистачає наукових доказів, що підтверджують його аналіз. Методи аналізу залежать від індивідуального суб'єктивного судження. Крім того, тест зазвичай не використовується для пацієнтів з дуже низьким IQ, оскільки їхні малюнки, як правило, досить мізерні.